# 曳舟 (東京都)

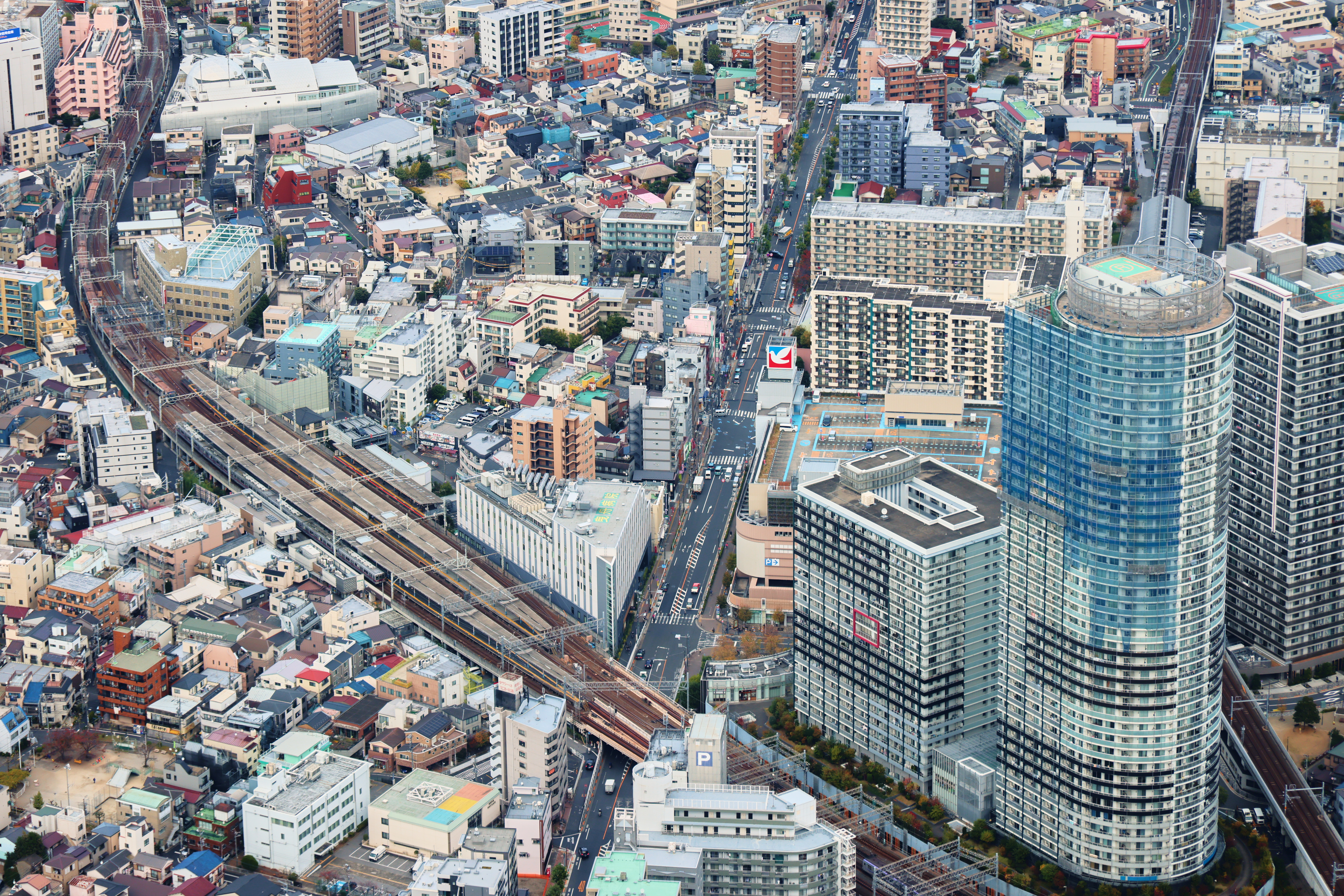
曳舟駅周辺の空撮（2022年11月）

曳舟（ひきふね）は、東京都墨田区東向島・京島にある曳舟駅・京成曳舟駅周辺一帯の通称。
両駅で挟まれているエリアで2000年代後半に大規模な再開発事業が実施され、街の様相は一変した。

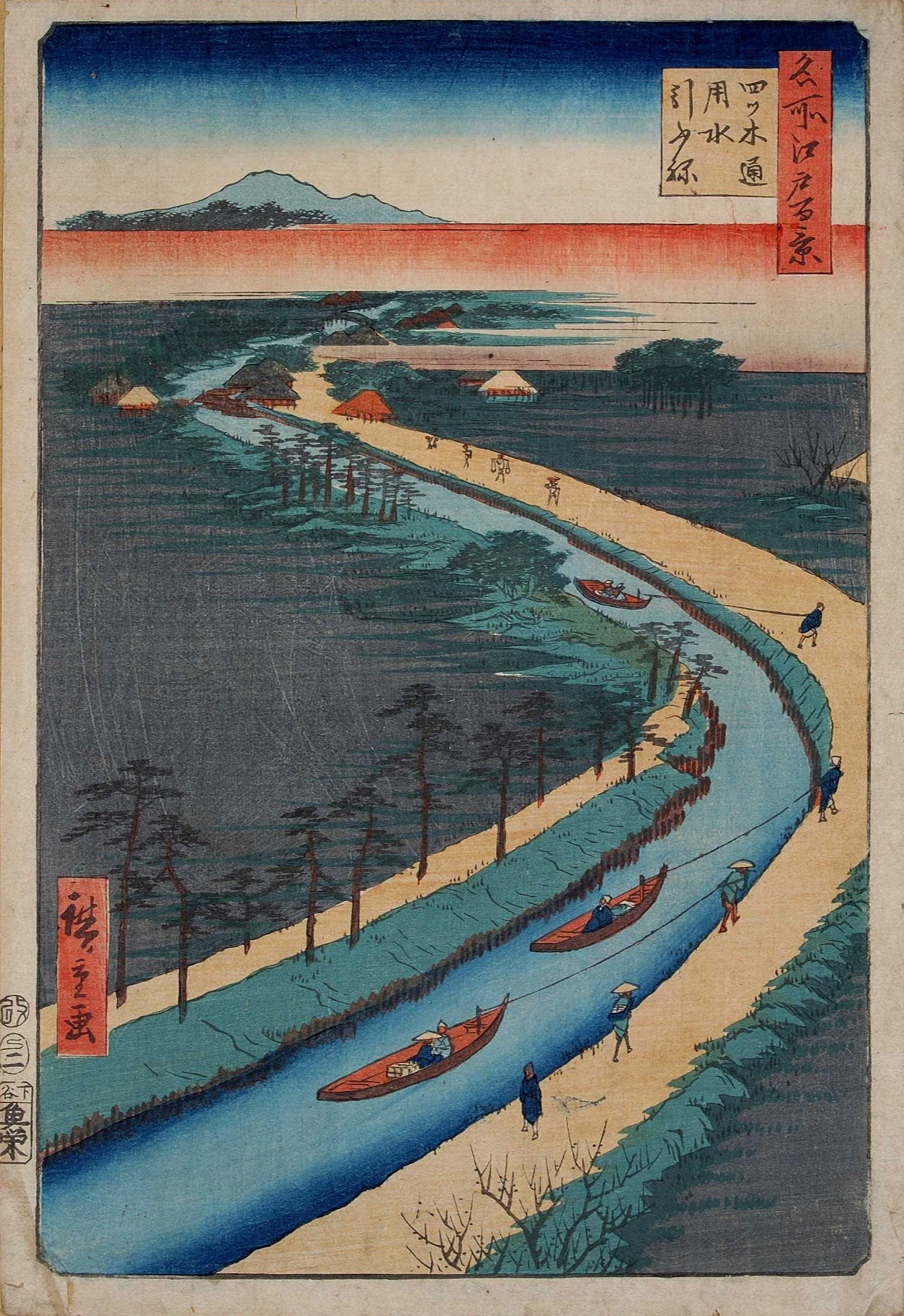
江戸時代の曳舟川の様子。曳舟をする農夫の姿を描いている。『名所江戸百景』より。

## 地名の由来
曳舟川（別名：葛西用水・また、江戸時代初期は亀有上水と言われていた）の沿川であったため。曳舟川の名前の由来は、葛西用水の飲料用水（＝上水）としての役割を終え、灌漑用水・水路化した江戸時代半ばに、小舟を川沿いから牽引する「曳舟」に多用されたことから。
上水としての利用廃止の主な理由は、洪水で堀が埋もれることが頻発したこと、本所あたりは堆積地域であり地中に海水が混じっており飲水に不適当であったこと、また井戸が容易に掘れたことなどである（とはいえ、多くの井戸からは海水が出てきたと言われる）。
曳舟川は昭和20年代後半に埋め立てが開始され、すでに存在しない。